# Elmshausen (Lautertal)
Elmshausen ist der westlichste und am tiefsten gelegene Ortsteil der Gemeinde Lautertal (Odenwald) im hessischen Landkreis Bergstraße.

## Geographie
Elmshausen liegt im Vorderen Odenwald im Tal der Lauter und südwestlich des Hauptortes Reichenbach und ca. 4 km nordöstlich von Bensheim. Das Gebiet des Ortsteils besteht aus der Gemarkung Elmshausen mit einer Fläche von 387 Hektar, davon sind 159 Hektar Wald. In der Gemarkung liegt der Siedlungsplatz Klingen-Mühle. Die Ortslage erstreckt sich, hauptsächlich auf der Nordseite des Talgrundes, quer durch die Gemarkung und ist mit Reichenbach am oberen und mit Wilmshausen am unteren Ende zusammengewachsen. Der tiefste Punkt von Elmshausen befindet sich im Südwesten des Ortes (170 m), der höchste im nördlichen Teil Elmshausens (220 m). Zur Gemarkung gehören drei bewaldete Berghöhen: Im Westen die Ludwigshöhe (312 m), im Norden der Teufelsberg (374 m) und im Süden der Hohberg (372 m (Maxenshöhe)).
Die nächstgelegenen Ortschaften sind im Südwesten Wilmshausen, im Nordwesten Hochstädten, im Nordosten Reichenbach, im Osten Knoden und im Süden Gronau.

## Geschichte

### Von den Anfängen bis zum 18. Jahrhundert
Die erste urkundliche Erwähnung von Elmshausen erfolgte 1339 unter dem Namen Elmshusen, als Rudolf II., Pfalzgraf bei Rhein und Herzog von Bayern, das Wittum für Kunigunde von Brugge, Ehefrau des Schenken Konrad V. des Jüngeren von Erbach-Erbach, genehmigte. Es betrug 2.000 Pfund Heller und bestand aus dem vierten Teil aller Einkünfte der Burg Schönberg, sowie die jährlichen Einkünfte in den Dörfern Schönberg, Elmshausen (Elmshusen), Wilmshausen (Wilmelshusen), Reichenbach (Richenbach), Hohenstein, Mitlechtern (Mittelechter), Mittershausen (Mittershusen), Gronau (Grünowe) und Zell (Zelle). Dies bedeutet, dass sich die genannten Orte in dieser Zeit als pfälzisches Lehen im Besitz der Schenken von Erbach befanden.
Die Region des Lautertals war Bestandteil der „Mark Heppenheim“, die Karl der Große zusammen mit Heppenheim am 20. Januar 773 dem Reichskloster Lorsch schenkte. Als nach dem Niedergang des Klosters, Kaiser Friedrich II. 1232 die bisherige Reichsabtei Lorsch dem Erzbistum Mainz und dessen Bischof Siegfried III. zur Reform überstellte, befand sich das Gebiet des späteren Amtes Schönberg, zu dem auch Elmshausen gehörte, im Besitz der Pfalzgrafen.
Das Dorf entstand als geschlossenes Straßendorf bei einseitiger Tallage, wo im Jahr 1387 eine Erbachische Mühle dokumentiert ist.
Die Grafschaft Erbach gehörte ab 1500 zum Fränkischen Reichskreis und die Schenken zu Erbach wurden 1532 in den Reichsgrafenstand erhoben. Die Hohe Gerichtsbarkeit über den Ort wurde durch die Zent Heppenheim ausgeübt, deren oberster Richter der 1267 erstmals erwähnte Burggraf auf der Starkenburg (über Heppenheim) war. Die Niedere Gerichtsbarkeit stand der Vogtei in Schönberg zu.
Im Zuge der Bayrischen Fehde wurden im Jahr 1504 die Burg Schönberg und das ganze Tal der Lauter durch Truppen des hessischen Landgrafen Wilhelm II. verwüstet. Dieser führte als Vollzieher der gegen die Kurpfalz verhängten Reichsacht einen Feldzug gegen die Kurpfalz und deren Verbündete, zu denen auch die Schenken von Erbach zählten. Nach dem 1504 geschlossenen Waffenstillstand verklagten die Schenken zu Erbach gegen den hessischen Landgrafen zur Herausgabe des Schlosses. Diese Klage wurde 1507 durch Kaiser Maximilian II. an das Reichskammergericht verwiesen. Der Streit endete 1510 mit einem Vergleich, nach dem die Burg an die Schenken von Erbach zurückgegeben wurde, allerdings unter dem Vorbehalt ewiger Öffnung für Hessen.
Im 16. Jahrhundert hielt die Reformation auch im Odenwald Einzug und 1544 führten die Grafen von Erbach für ihre Grafschaft das lutherische Glaubensbekenntnis ein, dem die Untertanen folgen mussten (Cuius regio, eius religio, lateinisch für wessen Gebiet, dessen Religion). Elmshausen gehörte zur Pfarrei Bensheim und danach zum lutherischen Kirchspiel Gronau. Den großen Zehnten in Elmshausen erhielten zu zwei Dritteln die Herrschaft Erbach und zu einem Drittel das Domkapitel zu Mainz. Vom kleinen Zehnten erhielt die Erbacher Herrschaft ebenfalls zwei Drittel, während die Pfarrei in Reichenbach ein Drittel erhielt.
Am Anfang des 16. Jahrhunderts ist ein Bleibergwerk in Elmshausen bekannt, über das sich die Schenken von Erbach 1530 mit Kurpfalz verglichen, als der Betrieb des Bergwerk im Hoheitsgebiet der Kurpfalz bekannt wurde. Aus dem Jahr 1701 ist eine Urkunde überliefert, in der Kurfürst Johann Wilhelm die Grafen von Erbach mit dem Bergwerk belehnte. Im Jahr 1829 wurde dann das Bergwerk als verlassen bezeichnet.
Nach den Verwüstungen in der Bayrischen Fehde konnten sich die Orte im Lautertal bis zum Dreißigjährigen Krieg, der 1618 begann, erholen. Spätestens 1622 hatte aber auch Elmshausen unter dem Krieg zu leiden, als ligistische Truppen die Orte des Lautertals mehrfach überfielen und ausplünderten. Mitte der 1630er Jahre folgte mit dem Schwedisch-Französischen Krieg das blutigste Kapitel des Dreißigjährigen Krieges. Aus der Region berichteten die Chronisten aus jener Zeit: „Pest und Hunger wüten im Land und dezimieren die Bevölkerung, sodass die Dörfer öfters völlig leer stehen“.
Im Jahr 1717 kam es zur Teilung des Erbacher Grafenhauses und Schloss Schönberg wurde Sitz der jüngeren Linie Erbach-Schönberg unter Graf Georg August zu Erbach-Schönberg. Dieser erhielt die Ämter Schönberg und König und der Hälfte der Herrschaft Breuberg. Die Linie Erbach-Schönberg machte die Burg zu ihrem Wohnsitz, wodurch sie ihren heutigen Schlosscharakter erhielt.

### 19. Jahrhundert
Unter Druck Napoléons gründete sich 1806 der Rheinbund aus den größeren Territorien im Süden und Westen des Reiches, die Landgrafschaft Hessen-Darmstadt wurde zum Großherzogtum Hessen erhoben und die Erbacher Grafschaften wurden mediatisiert. Der langwierige Integrationsprozess zog sich über zwei Jahrzehnte hin.
1821/22 wurde im Rahmen einer umfassenden Verwaltungsreform des Großherzogtums die Ämter in den Provinzen Starkenburg und Oberhessen aufgelöst. Sie waren zugleich untere Verwaltungsebene und erstinstanzliches Gericht gewesen. Sie wurden hinsichtlich der Verwaltung zu Landratsbezirken zusammengelegt, für die Rechtsprechung Landgerichte geschaffen. Aufgrund der Rechte des Grafenhauses dauerte es für die Grafschaft Erbach-Schönberg bis 1822, bevor das geregelt war. Zuständiger Landratsbezirk für das nun aufgelöste Amt Schönberg wurde der Landratsbezirk Lindenfels. Außerdem wurde ein eigenes Landgericht Schönberg für diesen Bezirk geschaffen. Es wurde aber schon 1826 wieder aufgelöst und das Landgericht Fürth war nun zuständig.
Eine weitere Reform ordnete auch die kommunalen Angelegenheiten neu. Danach war nun die Bürgermeisterei Elmshausen auch für Wilmshausen zuständig. Entsprechend der Gemeindeverordnung vom 30. Juni 1821 wurden Schultheißen nicht mehr eingesetzt, sondern ein Ortsvorstand gewählt, der sich aus Bürgermeister, Beigeordneten und Gemeinderat zusammensetzte.
Die Statistisch-topographisch-historische Beschreibung des Großherzogthums Hessen berichtet 1829 über Elmshausen:

„Elmshausen (L. Bez. Lindenfels) luth. Filialdorf; liegt an der Lauter (Ziegelbach) 2 St. von Lindenfels und gehört dem Grafen von Erbach-Schonberg. Der Ort hat 50 Häuser und 363 Einw., die bis auf 3 kath. und 10 Juden lutherisch sind, 2 Mahlmühlen. 1 Papier- und 1 Schneidmühle. Hier findet sich ein verlassenes Bleibergwerk. Der Ort war Pfälzisches Lehen, und kam 1806 unter Hess. Hoheit.“

1832 wurden die Verwaltungseinheiten weiter vergrößert und es wurden Kreise geschaffen. Nach der am 20. August 1832 bekanntgegebenen Neugliederung sollte es in Süd-Starkenburg künftig nur noch die Kreise Bensheim und Lindenfels geben; der Landratsbezirk von Heppenheim sollte in den Kreis Bensheim fallen. Noch vor dem Inkrafttreten der Verordnung zum 15. Oktober 1832 wurde diese aber dahingehend revidiert, dass statt des Kreises Lindenfels neben dem Kreis Bensheim der Kreis Heppenheim als zweiter Kreis gebildet wurde, zu dem jetzt Elmshausen gehörte. Mit der Grossherzoglichen Regierungsverordnung Nr. 37 vom 31. Dezember 1839 wurde mit Wirkung zum 15. Januar 1940 Elmshausen dem Kreis Bensheim zugeteilt. Darin wurden weitere Orte des Zeller- und Schönberger-Tals vom Kreis Heppenheim getrennt und dem Kreis Bensheim angegliedert.
Ab 1839 wurde die Nibelungenstraße von Bensheim ins Lautertal bis Lindenfels ausgebaut und damit ein wichtiger Betrag zur Verbesserung der Infrastruktur des vorderen Odenwaldes geschaffen. Eine weitere Verbesserung wurde durch die Eröffnung der Main-Neckar-Bahn 1846 erreicht, die Bensheim zunächst mit Langen, Darmstadt und Heppenheim verband und wenig später bis Frankfurt, Heidelberg und Mannheim reichte.
Im Neuestes und gründlichstes alphabetisches Lexicon der sämmtlichen Ortschaften der deutschen Bundesstaaten von 1845 finden sich folgender Eintrag:

„Elmshausen. – Dorf, zur evangelischen Pfarrei Reichenbach, resp. katholischen Pfarrei Bensheim gehörig. – 50 H. 363 E. – Großherzogth. Hessen. – Prov. Starkenburg. – Kreis Bensheim. – Landgericht Zwingenberg. – Hofgericht Darmstadt. – Elmshausen, an der Lauter, 1½ M. von Lindenfels, hat 2 Mahlmühlen, 1 Papier-, und 1 Schneidemühle.“

Am 31. Juli 1848 wurden die Kreise und die Landratsbezirke des Großherzogtums abgeschafft und durch „Regierungsbezirke“ ersetzt, wobei die bisherigen Kreise Bensheim und Heppenheim zum Regierungsbezirk Heppenheim vereinigt wurden. Bereits vier Jahre später, im Laufe der Reaktionsära, kehrte man aber zur Einteilung in Kreise zurück und Elmshausen wurde wieder Teil des Kreises Bensheim.
Die im Dezember 1852 aufgenommenen Bevölkerungs- und Katasterlisten ergaben für Reichenbach: Elmshausen hat 462 Einwohner. Dazu gehören die Klingenmühle (auch Wiesenmühle), eine Papiermühle, eine Ziegelei und das Forsthaus Walkmühle. Die Gemarkung bestand aus 1549 Morgen, davon 684 Morgen Ackerland, 136 Morgen Wiesen und 672 Morgen Wald, sowie dem ehemaligen Dörfchen Hohenstein mit 154 Morgen Ackerland, 97 Morgen Wiesen und 317 Morgen Wald.
In den Statistiken des Großherzogtums Hessen werden, bezogen auf Dezember 1867, für das Pfarrdorf mit eigener Bürgermeisterei, 57 Häuser, 441 Einwohnern, der Kreis Bensheim, das Landgericht Zwingenberg, die evangelische Pfarrei Reichenbach mit dem Dekanat in Lindenfels und die katholische Pfarrei Lindenfels des Dekanats Heppenheim, angegeben. Zur Gemarkung gehörte außerdem die Klingen oder Wiesen-Mühle (1 Haus, 13 Einw.), eine Papierfabrik (1 Haus, 14 Einw.) und das Forsthaus Walkmühle in Schönberger Tal (1 Haus, 13 Einw.). Die Bürgermeisterei ist auch für die Gemeinde Wilmshausen (11 Häuser, 133 Einw.) zuständig. Das zuständige Steuerkommissariat ist Zwingenberg der Destriktseinnehmerei Bensheim und Obereinnehmerei Bensheim. Die Dominalienverwaltung besteht aus dem Rentamt Lindenfels, dem Forstamt Jugenheim mit der Oberförsterei Zwingenberg.

### 20. Jahrhundert bis heute
Im November 1938 brachte die sogenannte Reichskristallnacht den jüdischen Mitbürgern Not und Elend. Die jüdischen Einwohner von Elmshausen gehörten zur jüdischen Gemeinde Reichenbach, die 1939 nur noch vier Mitglieder zählte. Die übrigen 36 waren infolge der zunehmenden Repressalien ausgewandert oder weggezogen. Drei jüdische Einwohner aus Elmshausen kamen infolge der nationalsozialistischen Gewaltherrschaft ums Leben.
Die Provinzen Starkenburg, Rheinhessen und Oberhessen wurden 1937 nach der 1936 erfolgten Auflösung der Provinzial- und Kreistage aufgehoben. Zum 1. November 1938 trat eine umfassende Gebietsreform auf Kreisebene in Kraft. In der ehemaligen Provinz Starkenburg war der Kreis Bensheim besonders betroffen, da er aufgelöst und zum größten Teil dem Kreis Heppenheim zugeschlagen wurde. Der Kreis Heppenheim übernahm auch die Rechtsnachfolge des Kreises Bensheim und erhielt den neuen Namen Landkreis Bergstraße.
Wie die Einwohnerzahlen von 1939 bis 1950 zeigen, nahm auch Elmshausen nach dem Krieg viele Flüchtlinge und Vertriebene aus den ehemaligen deutschen Ostgebieten auf.
Im Jahr 1961 wurde die Gemarkungsgröße mit 514 ha angegeben, davon waren 159 ha Wald.
Um 1907/1910 wurde das Nachbardorf Wilmshausen nach Elmshausen eingegliedert.
Im Zuge der Gebietsreform in Hessen trennten sich die Wege von Wilmshausen und Elmshausen wegen der unterschiedlichen Interessenlage wieder. Am 31. Dezember 1971 wurde Wilmshausen nach Bensheim eingegliedert, während Elmshausen zu einer der Gründungsgemeinden der Gemeinde Lautertal wurde, in der sie an diesem Tag aufgegangen ist. Für den Ortsteil Elmshausen wurde ein nach der Hessischen Gemeindeordnung eingerichtet.
Im Jahr 2014 feierte Elmshausen sein 675-jähriges Bestehen.

### Gerichte in Hessen
Die zuständige Gerichtsbarkeit war während der Zugehörigkeit zum Großherzogtum Hessen bis 1822 das standesherrliche Amt Schönberg. Von 1822 bis 1826 gehörte Elmshausen zum Landgerichtsbezirk Schönberg, in dem die Niedere Gerichtsbarkeit durch den Landrat im Namen des Standesherren ausgeübt wurde. Ab 1826 wurde diese Funktionen dem Landgericht Fürth zugewiesen. Elmshausen wurde dort im Zuge der Zuweisung zum Kreis Bensheim 1839 wieder ausgegliedert und kam zum Landgericht Zwingenberg. Anlässlich der Einführung des Gerichtsverfassungsgesetzes mit Wirkung vom 1. Oktober 1879 wurden die bisherigen großherzoglichen Landgerichte durch Amtsgerichte an gleicher Stelle ersetzt, während die neu geschaffenen Landgerichte als Obergerichte fungierten. Dadurch kam es zur Umbenennung in Amtsgericht Zwingenberg und Zuteilung zum Bezirk des Landgerichts Darmstadt.
Am 1. Mai 1902 wurde das Amtsgericht Bensheim neu errichtet und die Orte Bensheim, Elmshausen, Gadernheim, Gronau, Lautern, Raidelbach, Reichenbach, Schönberg, Wilmshausen und Zell bildeten den neuen Gerichtsbezirk.

### Verwaltungsgeschichte im Überblick
Die folgende Liste zeigt die Staaten und Verwaltungseinheiten, denen Elmshausen angehört(e):
- vor 1717: Heiliges Römisches Reich, Grafschaft Erbach, Amt Schönberg
- ab 1717: Heiliges Römisches Reich, Grafschaft Erbach-Schönberg (Anteil an der Grafschaft Erbach), Amt Schönberg
- ab 1806: Großherzogtum Hessen (Souveränitätslande),[Anm. 2] Fürstentum Starkenburg, Amt Schönberg (zur Standesherrschaft Erbach gehörig)
- ab 1815: Großherzogtum Hessen[Anm. 3] (Souveränitätslande), Provinz Starkenburg, Amt Schönberg (zur Standesherrschaft Erbach gehörig)
- ab 1822: Großherzogtum Hessen, Provinz Starkenburg, Landratsbezirk Lindenfels[Anm. 4]
- ab 1832: Großherzogtum Hessen, Provinz Starkenburg, Kreis Heppenheim
- ab 1840: Großherzogtum Hessen, Provinz Starkenburg, Kreis Bensheim
- ab 1848: Großherzogtum Hessen, Regierungsbezirk Heppenheim
- ab 1852: Großherzogtum Hessen, Provinz Starkenburg, Kreis Bensheim
- ab 1871: Deutsches Reich,[Anm. 5] Großherzogtum Hessen, Provinz Starkenburg, Kreis Bensheim
- ab 1918: Deutsches Reich, Volksstaat Hessen,[Anm. 6] Provinz Starkenburg, Kreis Bensheim
- ab 1938: Deutsches Reich, Volksstaat Hessen, Landkreis Bergstraße[28][Anm. 7]
- ab 1945: Amerikanische Besatzungszone,[Anm. 8] Groß-Hessen, Regierungsbezirk Darmstadt, Landkreis Bergstraße
- ab 1946: Amerikanische Besatzungszone, Land Hessen, Regierungsbezirk Darmstadt, Landkreis Bergstraße
- ab 1949: Bundesrepublik Deutschland, Land Hessen, Regierungsbezirk Darmstadt, Landkreis Bergstraße
- ab 1972: Bundesrepublik Deutschland, Land Hessen, Regierungsbezirk Darmstadt, Landkreis Bergstraße, Gemeinde Lautertal[Anm. 9]

## Bevölkerung

### Einwohnerstruktur 2011
Nach den Erhebungen des Zensus 2011 lebten am Stichtag, dem 9. Mai 2011 in Elmshausen 1326 Einwohner. Darunter waren 78 (5,9 %) Ausländer. Nach dem Lebensalter waren 240 Einwohner unter 18 Jahren, 537 zwischen 18 und 49, 276 zwischen 50 und 64 und 273 Einwohner waren älter. Die Einwohner lebten in 573 Haushalten. Davon waren 165 Singlehaushalte, 162 Paare ohne Kinder und 189 Paare mit Kindern, sowie 42 Alleinerziehende und 15 Wohngemeinschaften. In 111 Haushalten lebten ausschließlich Senioren und in 372 Haushaltungen lebten keine Senioren.

### Einwohnerentwicklung
| • 1717: | 17 Centmänner            |
| • 1829: | 363 Einwohner, 50 Häuser |
| • 1867: | 481 Einwohner, 60 Häuser |

| Elmshausen: Einwohnerzahlen von 1829 bis 2011 | Elmshausen: Einwohnerzahlen von 1829 bis 2011 | Elmshausen: Einwohnerzahlen von 1829 bis 2011 | Elmshausen: Einwohnerzahlen von 1829 bis 2011 | Elmshausen: Einwohnerzahlen von 1829 bis 2011 |
| --- | --------------------------------------------- | --------------------------------------------- | --------------------------------------------- | --------------------------------------------- |
| Jahr |                                               |                                               |                                               | Einwohner                                     |
| 1829 | 1829                                          |                                               | 363                                           | 363                                           |
| 1834 | 1834                                          |                                               | 524                                           | 524                                           |
| 1840 | 1840                                          |                                               | 561                                           | 561                                           |
| 1846 | 1846                                          |                                               | 639                                           | 639                                           |
| 1852 | 1852                                          |                                               | 606                                           | 606                                           |
| 1858 | 1858                                          |                                               | 575                                           | 575                                           |
| 1864 | 1864                                          |                                               | 633                                           | 633                                           |
| 1871 | 1871                                          |                                               | 597                                           | 597                                           |
| 1875 | 1875                                          |                                               | 602                                           | 602                                           |
| 1885 | 1885                                          |                                               | 639                                           | 639                                           |
| 1895 | 1895                                          |                                               | 745                                           | 745                                           |
| 1905 | 1905                                          |                                               | 825                                           | 825                                           |
| 1910 | 1910                                          |                                               | 797                                           | 797                                           |
| 1925 | 1925                                          |                                               | 816                                           | 816                                           |
| 1939 | 1939                                          |                                               | 885                                           | 885                                           |
| 1946 | 1946                                          |                                               | 1.262                                         | 1.262                                         |
| 1950 | 1950                                          |                                               | 1.272                                         | 1.272                                         |
| 1956 | 1956                                          |                                               | 1.286                                         | 1.286                                         |
| 1961 | 1961                                          |                                               | 1.287                                         | 1.287                                         |
| 1967 | 1967                                          |                                               | 1.326                                         | 1.326                                         |
| 1970 | 1970                                          |                                               | 953                                           | 953                                           |
| 1980 | 1980                                          |                                               | ?                                             | ?                                             |
| 1990 | 1990                                          |                                               | ?                                             | ?                                             |
| 2000 | 2000                                          |                                               | ?                                             | ?                                             |
| 2011 | 2011                                          |                                               | 1.326                                         | 1.326                                         |
| Datenquelle: Historisches Gemeindeverzeichnis für Hessen: Die Bevölkerung der Gemeinden 1834 bis 1967. Wiesbaden: Hessisches Statistisches Landesamt, 1968. Weitere Quellen: LAGIS; Zensus 2011 |                                               |                                               |                                               |                                               |

### Historische Religionszugehörigkeit
| • 1829: | 350 lutheranische (= 96,42 %), 10 jüdische (= 2,75 %) und 3 katholische (= 0,83 %) Einwohner |
| • 1961: | 1011 evangelische (= 78,55 %), 258 katholische (= 20,05 %) Einwohner                         |

## Politik
Ortsbeirat
Für Elmshausen  besteht ein Ortsbezirk (Gebiete der ehemaligen Gemeinden Elmshausen) mit Ortsbeirat und Ortsvorsteher nach Maßgabe der §§ 81 und 82 HGO und des Kommunalwahlgesetzes in der jeweils gültigen Fassung. Der Ortsbeirat besteht aus sieben Mitgliedern. Bei den Kommunalwahlen in Hessen 2021 betrug die Wahlbeteiligung zum Ortsbeirat Elmshausen 55,92 %. Es wurden gewählt: drei Mitglieder der SPD und zwei Mitglieder der CDU. Der Ortsbeirat wählte Walter Kirschbaum (SPD) zum Ortsvorsteher.

## Sehenswürdigkeiten und Kultur

### Rathaus Elmshausen
Im Ortskern befindet sich das 1777 erbaute historische Fachwerkrathaus von Elmshausen, das bis zur Eingemeindung Elmshausens nach Lautertal 1971 noch in Betrieb war. Bis in die neunziger Jahre befand sich im Erdgeschoss des Gebäudes eine Poststelle. Heute beherbergt das alte Rathaus ein Reisebüro sowie Räumlichkeiten des örtlichen Verschönerungs- und Kerwevereins. Auf dem Dach des Gebäudes befindet sich ein kleines Türmchen, das eine Glocke beherbergt, welche im Sommer um 12 und 18 Uhr, sowie im Winter um 11 und 17 Uhr läutet.

### Striethteich und Deichertsmühle

Die Deichertsmühle am Striethteich

Das vor vierzig Jahren vom Verschönerungsverein Elmshausen geschaffene Naherholungsgebiet „Striethteich“ mit dem Modell der Deichertsmühle beherbergt verschiedene Wasservögel und andere Tiere, wie Fische und Schildkröten. Am Vatertag findet dort das alljährliche Striethteichfest, das von dem Elmshäuser Verschönerungsverein und der Kerwejugend Elmshausen veranstaltet wird.

### Selterswasserhäuschen
Das 1914 errichtete „Selterswasserhäuschen“ ist ein ehemaliger Kiosk, der aufgrund der Arbeiterbewegung erbaut wurde. Es befindet sich am Höhenweg, der von Bensheim aus zum Felsberg verläuft. Das Angebot begrenzte sich auf Süßwaren, Gebäck und Getränke. Während und nach dem Zweiten Weltkrieg fehlte nach und nach dem kleinen Kiosk die Kundschaft und eine weitere Nutzung des Häuschens wurde nicht gefunden. Aus diesem Grund verfiel das kleine Selterswasserhäuschen bis zur Renovierung im Jahr 2000, bei dieser die defekte Holzkonstruktion des Daches erneuert wurde. Bis heute dient es noch als Schutzhäuschen für Wanderer.

### „Maugelsches Kerb“
Jedes Jahr findet am zweiten Augustwochenende die Elmshäuser Kirchweih, auch „Maugelsches Kerb“ genannt, statt. Der Festumzug findet immer sonntags statt.

### Vereine
In Elmshausen existieren folgende Vereine:
- Freiwillige Feuerwehr Elmshausen
- TSV Elmshausen1894
- Naturschutzbund OG Elmshausen
- Verschönerungsverein Elmshausen 1971
- Kerweverein Elmshausen
- Förderverein der Kindertagesstätte Elmshausen e. V.

## Verkehr
Durch das Tal der Lauter und damit durch Elmshausen verläuft die als Nibelungenstraße bekannte Bundesstraße 47. Sie führt von Worms und Bensheim im Westen nach Lindenfels und Michelstadt im Osten.
Elmshausen besitzt einen Anschluss an die ÖPNV, sodass die Möglichkeit besteht, mit dem Bus nach Lindenfels oder Bensheim zu fahren.